# Acru
Agustín Cruz (San Miguel de Tucumán, 4 de junio de 1997) conocido artísticamente como ACRU (estilizado en mayúsculas), es un cantante, rapero, compositor y freestyler argentino.
Acru comenzó a hacerse un nombre en la escena del rap argentino a partir de 2014, en el que lanzó su primer sencillo, llamado «Viejita Mía». Ese mismo año se anotó en la famosa competición de batallas de freestyle El Quinto Escalón, en la que se destacó como uno de sus mejores competidores por su talento para rimar. Cruz cuenta con cuatro álbumes publicados divididos en álbumes y EPs: Sueños firmes (2015), El origen (2017), Anonimato (2018) y El don (2023)

## Biografía
Agustín Cruz nació el 4 de junio de 1997 en Tucumán, Argentina. En su infancia descubrió gracias a su padre, Víctor Cruz, la escritura y el manejo de la palabra, pues este era escritor. También le enseñó diferentes géneros musicales (rock, cumbia, folclore, etc.) que influenciaron su carrera musical.
A los 3 años de edad se mudó con sus padres a Buenos Aires. Con 11 años, luego de volver a Tucumán, empezó a estudiar en la Escuela Polivalente de Arte (ESEA N°1), una escuela pública de Martínez, San Isidro, donde descubrió la cultura hip hop. Agustín quería ser ilustrador, pero vio a compañeros de su escuela rapeando en los recreos y decidió conocer más sobre el hip hop. 
Practicó las disciplinas del beatboxing y el grafiti, además de rapear. En 2014 asistió a una de sus primeras batallas en El Quinto Escalón. Ese mismo año publica un tema en YouTube titulado “Viejita Mía!”, dedicado a su madre.

## Carrera musical

### Inicios
En 2014, Cruz da sus primeros pasos en el mundo del freestyle y las batallas. Se anota a uno de sus primeros eventos en El Quinto Escalón, el cual gana derrotando a Arka en la final. También participó en la batalla por equipos en la que se enfrentó a Rouse y Baiper, haciendo equipo con Chalo. Desde sus inicios demostró habilidades que le hicieron destacar en la escena nacional. Acru también participó en competiciones de freestyle en Buenos Aires como A Cara de Perro Zoo, Las Vegas Freestyle, Dosca o Coliseo Verbal.
Debutó en su carrera musical con su primer tema, «Viejita Mía», en 2014. Fue un tema dedicado a su madre. Ese mismo año publicó otros dos: «Cigarros del Hambre» y «Notas Oscuras». Que en el año siguiente, 2015, publicó su primer mixtape, Sueños Firmes, compuesto por 6 canciones grabadas de forma casera: las ya mencionadas, sumando «C.H.A.K.R.A», «Sombra de Miguel» y «Deseo». En ese mismo año, participó por primera vez en la Final Nacional de Red Bull Batalla de los Gallos de Argentina, no tuvo una trayectoria muy larga en este evento, ya que fue eliminado por Wolf en octavos de final.

### 2016-2017:El Quinto EscalónyEl origen
La grave situación económica de sus padres hizo que ACRU tuviera que ganar dinero de alguna forma para aportar a su familia. Por lo tanto, asistió a multitud de eventos durante esos años con la intención de ganarlos, ya que los ganadores obtenían dinero como recompensa. Agustín fue recaudando dinero para ayudar a sus padres, hasta que un día les robaron y perdieron todo lo que habían recaudado. A raíz de esto, en el año 2016, El Quinto Escalón organizó un evento benéfico para ayudar a ACRU, este fue llamado #TodosPorAcru, en el que tanto competidores como espectadores hicieron donaciones para apoyar su causa. Fue el evento del Quinto Escalón al que más gente había asistido hasta entonces, y fue clave para aumentar la popularidad de la competición. En ese mismo año, El Quinto Escalón estaba experimentando una masificación. La Final Nacional de 2016 se hizo en un escenario por primera vez, participando los mejores freestylers de Argentina. En este torneo, Acru se enfrentó a Duki y Dam en octavos de final. En cuartos derrotó a MKS, hasta que perdió con Wos en semifinales. La Final Nacional fue ganada por este último.
En la temporada de 2017, se hicieron 8 fechas con un torneo en cada una. 16 participantes compitieron en cada fecha para salir campeones, entre ellos Acru, que salió campeón de la 4.ª fecha tras ganar la final contra MKS. En esta batalla Acru protagonizó uno de sus mejores minutos en su carrera como freestyler. Después de estas 8 fechas, se llevó a cabo el evento final antes de la despedida del Quinto Escalón.  Participaron 16 competidores aunque Acru no estaba presente entre ellos, sino que dio un show al público cantando alguno de sus sencillos más famosos y haciendo freestyle.
En ese mismo año lanzó su segundo álbum de estudio titulado El origen, que cuenta con 9 canciones. Colaboró con otros artistas como Luisaker, Faqq y Santoz. El tema más destacado el tema homónimo del álbum que fue una de sus canciones más destacadas. Ese mismo año, Cruz viajó a España, donde grabó canciones con Khan, Luisaker y miembros del grupo de rap Cocinando Skills (Zasko Master, Tase y Compare). A partir de esta visita a España nacieron singles como «W@N», «Barras de Fuego» y «Socio». Posterior a esto lanzó varios singles significativos. «Ángel» es un sencillo dedicado al cáncer que sufrió su abuela, Berta Peñaflor. En ese mismo año compuso y lanzó «Román», con título en referencia a Juan Román Riquelme, este fue su tema en solitario con más visualizaciones en YouTube, y considerado por muchos como su mejor obra.

### 2018-2020:Anonimatoy «Throw Up Sessions»
En 2018, publicó Anonimato, un álbum formado por 9 temas que tiene un enfoque distinto a los anteriores. En este trabajo trata de darle más importancia a la obra que al propio artista, y cuenta con canciones que tienen una gran importancia en su discografía, como «Estuve Ahí» o «Who’s Back». En ese mismo año participó en la competición internacional de freestyle “God Level”, en la modalidad 3 vs 3. En este evento internacional hizo equipo junto con Wos y Dtoke y representaron a Argentina. Los sudamericanos perdieron en primera ronda contra el equipo mexicano, formado por Aczino, Jony Beltrán y Dominic.
En el año 2019 lanzó junto a su banda «Abril (Live Session)», en ese mismo año también lanzó «Delirio». También es conocida una colaboración suya con el productor argentino Bizarrap, en la que grabaron una sesión de freestyle que fue subida a YouTube. También saca una colaboración con Wos titulada «Animal», que es actualmente su canción más escuchada y con más visualizaciones. El 15 de noviembre, Acru lanzó el «Cypher Vol. 1», una sesión con los raperos Santoz, Kelo, Kundo, Brapis, Urbanse y Saje. El cypher fue descrito como "cumbre del rap nacional". un En diciembre del mismo año publica «Monoblock», un tema en el que se grabó el audio en vivo durante un concierto de ACRU en el Estadio Groove de Buenos Aires.
En 2020 comenzó una serie de temas bajo el nombre de «Throw Up Sessions». Actualmente hay publicados 4 volúmenes de este conjunto de temas en YouTube y en Spotify. También de colaboró rapero español Fernando Costa en su sencillo “Crudo”, En octubre de ese mismo año lanzó «Jugador del Año», donde colaboró con el artista argentino Trueno y Bizarrap. Esta canción trata fundamentalmente sobre fútbol ya que fue hecha para la liga de la Primera División de Argentina, aunque también se habla sobre los orígenes humildes de ambos artistas y los pasos que siguieron para alcanzar el éxito.
Después de 2 años sin participar en ningún evento de batallas, El 17 de octubre de ese mismo año hizo además una exhibición de freestyle en la competición Freestyle Master Series Argentina, debido a la baja de uno de los participantes. También participó en la Final Nacional de Argentina de 2020 de Red Bull Batalla de los Gallos, que se celebró el 21 de noviembre, en esta perdió de manera polémica, por un veredicto del jurado que fue muy criticado, contra Tiago PZK en octavos de final, esta fue su última batalla como freestyler.

### 2021-24:YantazyEl don
En marzo del año 2021 lanzó su sencillo titulado «Dharma» describiéndolo como "el proceso artístico que hice hasta llegar a este momento". Este fue grabado en la patagonia argentina. El 13 de agosto de ese mismo año, anunció que se encontraba próximo al lanzamiento de su próximo EP titulado Yantaz, siendo el martes 17 del mismo mes, la salida de su primer sencillo. También aclaró que es un trabajo distinto a El don bajo la producción de Veeyam. En un lapso de 3 meses lanzó «D1sparo», «Represena» y «Kien?», estos formaron parte de Yantaz.
El 8 de junio de 2023 estreno «Josear», el primer adelanto de su próximo álbum, con un videoclip basado en las experiencias de vida en la región del Norte Grande Argentino.El 12 de septiembre de ese mismo año estreno su tercer álbum de estudio titulado El Don que contó con 10 sencillos, dando pie a una nueva gira nacional empezando a fines de septiembre en Buenos Aires y terminando a principios de noviembre en Neuquén. El álbum fue presentado oficialmente en el Estadio Luna Park, ante más de siete mil personas, en octubre de ese mismo año.
En agosto de 2024, público el «Cypher Vol. 2» junto a Homer el Mero Mero, T&K, Soui Uno, Il Tano, Cerounno y Troubless, con la producción nuevamente de Mpdhela. En septiembre grabó un set de freestyle junto a Wos, la cual fue publicada a principios de diciembre y superó las 250 mil visualizaciones en un día.

### 2025-presente: Yamael, la ambición
En junio, mes de su cumpleaños 28, lanzó Yamael, la ambición, un EP conceptual con estilo oscuro, gótico y centrado en la vida y ambición del ser. En el disco participaron artistas destacados como Duki, YSY A, Neo Pistea, entre otros.

## Discografía
| Álbumes de estudio - 2017: El origen - 2018: Anonimato - 2023: El don | EPs - 2021: Yantaz - 2025: Yamael, la ambición | Mixtapes - 2015: Sueños firmes |